# Cehăluț, Satu Mare
Cehăluț este satul de reședință al comunei Cehal din județul Satu Mare, Transilvania, România.

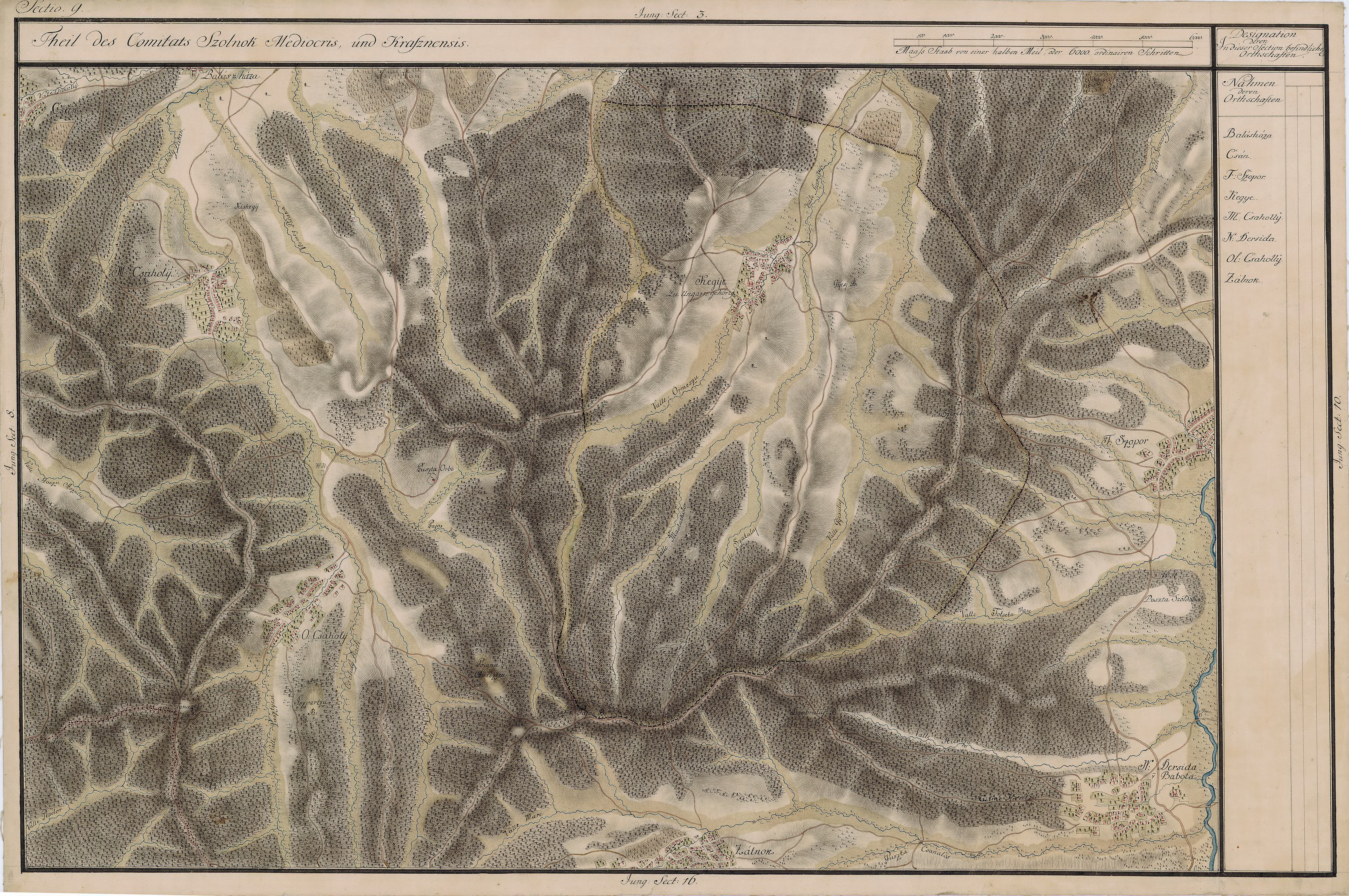
Cehăluţ în Harta Iosefină a Transilvaniei

 Acest articol despre o localitate din județul Satu Mare este deocamdată un ciot. Puteți ajuta Wikipedia prin completarea lui.